# Ámmos (ort i Grekland, Mellersta Makedonien)
Ámmos är en ort i Grekland.   Den ligger i prefekturen Nomós Imathías och regionen Mellersta Makedonien, i den norra delen av landet, 300 km norr om huvudstaden Aten. Ámmos ligger 47 meter över havet och antalet invånare är 176.
Terrängen runt Ámmos är varierad. Runt Ámmos är det glesbefolkat, med 17 invånare per kvadratkilometer. Närmaste större samhälle är Véroia, 5,0 km nordväst om Ámmos. I omgivningarna runt Ámmos växer i huvudsak blandskog.